# PXE (EP)
| Recensione | Giudizio |
| ---------- | -------- |
| Pitchfork  | 7/10     |

PXE è il primo EP del rapper svedese Ecco2k, pubblicato il 31 marzo 2021 dalla YEAR0001.

## Tracce
1. PXE – 1:27
2. In the Flesh – 2:03
3. Jalouse – 2:12
4. No***'s Song – 1:30
5. Big Air – 3:00